# ヒュヴィンカー飛行場
ヒュヴィンカー飛行場（ヒュヴィンカーひこうじょう、英語: Hyvinkää Airfield、フィンランド語: Hyvinkään lentokenttä、スウェーデン語: Hyvinge flygfält、(IATA: HYV, ICAO: EFHV)）は、フィンランドのヒュヴィンカーに位置する飛行場。グライダーの滑空を楽しむクラブや、動力付きの飛行機を用いた飛行クラブなどが盛んに活動しており、フィンランドで最も活発にゼネラル・アビエーション（一般航空）やグライダー飛行がおこなわれている空港のひとつである。
第二次世界大戦後の一時期、ヘルシンキ・マルミ空港が連合国委員会によって使用されていた期間中、この飛行場はフィンランドの主要空港として機能していた。フィンエアーの前身であったアエロ・オイ (Aero O/Y) は、ダグラス DC-2 を使って、いくつものコミューター路線を運航していた。ダグラス DC-3 は、ヒュヴィンカーに定期路線として就航することはなかったが、これは DC-3 のパイロットの訓練が完了するより前にアエロがマルミ空港に戻ったためで、DC-3 の訓練飛行はこの飛行場からもおこなわれていた。
1945年10月末、アエロ・オイ所属の三発機ユンカース Ju 52/3m旅客機 OH-LAK Sampo が、濃霧の中でヒュヴィンカー空港への着陸を試み、近くの森へ墜落した。強行着陸だったため、機体は破壊されたが、人的被害は、3人いた乗務員のうち2人と、乗客のうち14人が負傷しただけで済んだ。